# BCL6
La proteína 6 del linfoma de células B (BCL6) es una proteína codificada en humanos por el gen bcl6.
La proteína BCL6 es un factor de transcripción con un dominio de dedos de zinc y un dominio POZ en el dominio N-terminal. Esta proteína actúa como un represor de la transcripción específico de secuencia y se ha observado que regula la transcripción de los genes implicados en la respuesta de IL-4 dependiente de STAT en células B. BCL6 puede interaccionar con una variedad de proteínas con dominios POZ, actuando como un correpresor de la transcripción. El gen bcl6 se encuentra frecuentemente traslocado e hipermutado en patologías como el Linfoma difuso de células B grandes. Se han descrito dos variantes transcripcionales de este gen, que codifican la misma proteína.

## Interacciones
La proteína BCL6 ha demostrado ser capaz de interaccionar con:
- HDAC5[2]
- HDAC1[3][4]
- HDAC7A[2]
- ZBTB7A[5]
- Dedo de zinc y dominio BTB de la proteína 16[6]
- HDAC4[2]
- NCOR2[4][7][8]
- BCOR[7]
- c-Jun[9]
- IRF4[10]